# 3-й Одеський міжнародний кінофестиваль

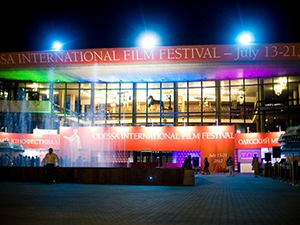
Новий Фестивальний Палац ОМКФ

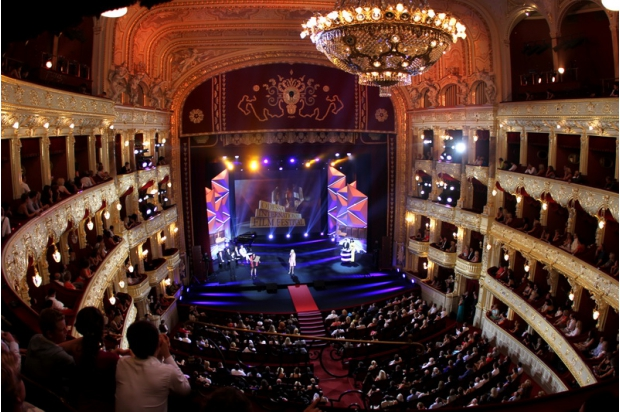
Церемонія відкриття у Одеському оперному театрі

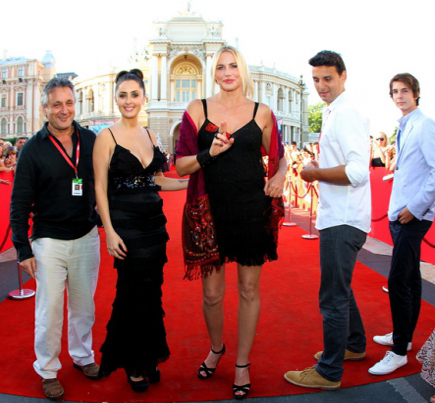
Деріл Ханна на червоній доріжці ОМКФ

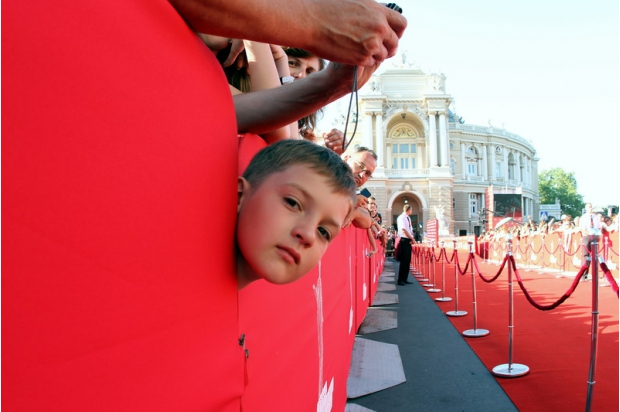
На червоній доріжці

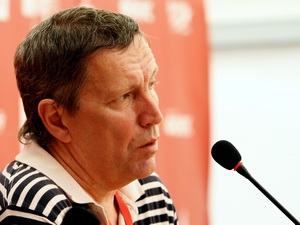
Голова журі ОМКФ-2012 Андрій Плахов

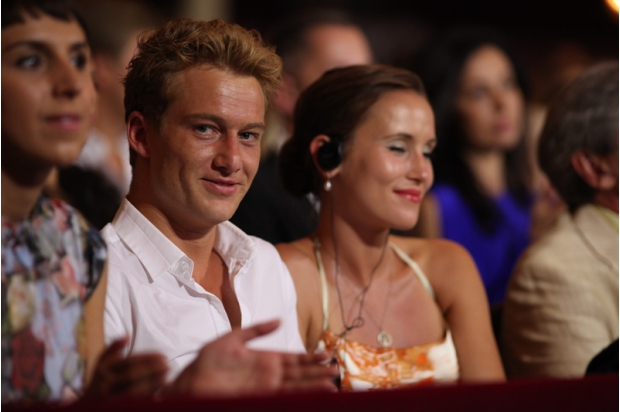
Олександр Фелінг — член журі Одеського кінофестивалю 2012

3-й Одеський міжнародний кінофестиваль пройшов із 13 по 21 липня 2012 року в Одесі, Україна.
Фестиваль зазнав багато змін. Головний фестивальний майданчик, на якому проходили усі основні покази і прес-конференції, перемістився в нове приміщення — Фестивальний Палац: 1260-місцевий зал Одеського театру музичної комедії. Також фестиваль відійшов від колишньої концепції формування конкурсної програми: фільми з особливим почуттям гумору. Тепер він почав позиціонувати себе як фестиваль артмейнстрима: кіно високого художнього рівня, розраховане на широку глядацьку аудиторію.
Конкурсна програма також зазнала змін і стала складатися з двох окремих розділів: Міжнародна конкурсна програма повнометражних фільмів і Українська національна конкурсна програма. Відповідно до цього, на фестивалі стали працювати два журі: журі міжнародного конкурсу і журі національного конкурсу.
Також уперше на фестивалі фільми оцінювало і Журі міжнародної федерації кінопреси FIPRESCI.
Головне нововведення 3-го Одеського кінофестивалю: головний фестивальний приз — Гран-прі «Золотий Дюк» відтепер став вручатися за підсумками глядацького голосування.
На фестивалі було показано 85 фільмів з 40 країн, кількість глядачів, що відвідали перегляди склало близько 100 тисяч, було акредитовано близько 4500 гостей і 700 представників ЗМІ, а аудиторія телетрансляцій Церемоній відкриття і закриття склала більше 3 млн чоловік.
У основній конкурсній програмі було представлено 12 повнометражних фільмів, до Української національної конкурсної програми увійшло 19 повнометражних і короткометражних робіт.
Журі міжнародної конкурсної програми очолив російський кінокритик і кінознавець Андрій Плахов.
Гостями фестивалю стали актриси Клаудіа Кардінале, Джеральдін Чаплін і Деріл Ганна, кінорежисери Пітер Гріневей і Крістоф Барратьє, голлівудський актор Майкл Медсен, американський кінорежисер і сценарист Тодд Солондз, німецький актор Олександр Фелінг, ірландський актор Кілліан Мерфі, який представив конкурсний фільм «Зламлані» і відвідав прем'єру в Україні фільму «Червоні вогні», в якому зіграв одну з ролей. Також на фестивалі побувала російська актриса Світлана Немоляєва, актори Олексій Горбунов, Данило Козловський і інші.
За традицією, церемонія відкриття і закриття з незмінною «червоною доріжкою» проходили в Одеському театрі опери і балету. Фільм-відкриття став італійський фільм Маттео Гарроне «Реальність»(«Reality») — володар Гран-прі Канського фестивалю- 2012. На церемонії відкриття нагороду за внесок у розвиток кіномистецтва отримала почесна гостя фестивалю, італійська актриса Клаудиа Кардінале. На закритті показали новий фільм Кена Лоуча «Доля янголів», який представляли виконавці головних ролей, — актори Пол Бренніган, Джесмін Ріггінс і Гері Майтланд.
Фестивальні покази проходили на трьох майданчиках: у Фестивальному Палаці, у Фестивальному Центрі в кінотеатрі «Родина» і в кінозалі «U-cinema» на Одеській кіностудії.
Традиційна для Одеського кінофестивалю «Літня кіношкола» також поміняла дислокацію і перемістилася із зали «U-cinema» на Одеській кіностудії у більш містку 500-місцеву залу Фестивального центру в кінотеатрі «Родина». Цього року серію майстер-класів для слухачів кіношколи провели кінорежисери Пітер Гріневей, Тодд Солондз, Сергій Лозниця, актриси Джеральдін Чаплін, Світлана Немоляєва, актори Майкл Медсен, Олександр Феллінг, Олексій Горбунов, кінокритик Андрій Плахов та інші.
Уперше на фестивалі була організована «Школа кінокритиків» — серія майстер-класів для молодих кінокритиків, що пройшли попередній відбір.
У рамках фестивалю продовжує розвиватися велика програма «Професійна секція» для режисерів, акторів, продюсерів, топ-менеджерів кіновиробничих і кино-дистриб'юторських структур. У дні фестивалю в кінозалі «U-cinema» у рамках професійної секції відбулася серія презентацій, круглих столів і дискусій, спрямованих на розширення міжнародної професійної співпраці серед гостей фестивалю, працюючих в кіноіндустрії. Зокрема: WORK-IN-PROGRESS: презентація українських фільмів або ко-продукції з Україною, що знаходяться в знімальному періоді або на стадії пост-продакшена. Також на фестивалі пройшов Пітчінг проєктів: конкурс українських проєктів повнометражних фільмів на здобуття грошового Призу у розмірі 25 000 грн.
Кінотеатр «Сінема Сіті» знову став місцем проведення Кіноринку для спілкування дистриб'юторів, представників кінотеатрів, кіностудій і компаній, що надають послуги для кіноіндустрії. Під час кіноринку відбулися презентації усіх великих дистриб'юторів України
Головний приз фестивалю — статуетку «Золотий Дюк», на основі результатів глядацького голосування отримав фільм «Зламані»(«Broken») режисера Руфуса Норріса.

## Журі
Головне міжнародне журі Одеського кінофестивалю:
- Андрій Плахов — глава журі, почесний президент Міжнародної асоціації кінопреси, кінокритик, Росія
- Олександр Фелінг — актор, Німеччина
- Міхаль Боганім — режисерка, Франція
- Андрій Халпахчі — генеральний директор МКФ «Молодість», Україна
- Оліас Барко — режисер, сценарист, продюсер, Франця

Журі українського національного конкурсу:
- Любомир Госейко — історик кіно, Франція
- Лоран Даніелу — продюсер, виконавчий директор Rezo Films International, Франція
- Кірстен Ніхуус — виконавчий директор з питань фінансування кіновиробництва фонду Medienboard, Німеччина
- Андрій Дончик — режисер, Україна

Журі Міжнародної федерації кінопреси(FIPRESCI):
- Андрій Алферов — кінокритик, телеведучий (Україна)
- Майк Наафс — журналіст, кінокритик (Нідерланди)
- Нандо Сальва — журналіст, кінокритик (Іспанія)

Журі міжнародної федерації кіноклубів:
- Кристіанна Леларж Альперен — член правління Lugano Cinema93, кіноклубу Кантона Тичино(Швейцарія)
- Валерій Циферов — голова Федерації кіноклубів України
- Абдус Селим — президент Бангладешської Федерації кіноклубів

## Конкурсна програма

### Конкурсна програма
У міжнародну конкурсну програму 3-го Одеського кинофестиваля- 2012 було відібрано 12 фільмів::
- «У тумані», режисер Сергій Лозниця (Німеччина, Росія, Латвія, Нідерланди, Білорусь)
- «Усі в нашій сім'ї»(TOATA LUMEA DIN FAMILIA NOASTRA), режисер Раду Юде (Румунія, Нідерланди)
- «Голлівудське сміття»(англ. GARBAGE), режисер Філ Волькен (США)
- «Діва танцює до смерті»(A HALÁLBA TÁNCOLTATOTT LEÁN), режисер Ендре Хулс (Угорщина, Канада, Словенія)
- «Ляльковий дім»(англ. DOLLHOUSE), режисер Кірстен Шерідан (Ірландія)
- «Звичайна справа», режисер Валентин Васянович (Україна)
- «Парад»(PARADA), режисер Серджан Драгоєвич (Словенія, Македонія, Хорватія, Сербія, Чорногорія)
- «Пісочна людина»(Der Sandmann), режисер Петер Луїзі (Швейцарія)
- «Остання іскра життя»(LA CHISPA DE LA VIDA), режисер Алекс де ла Іглесіа (Іспанія, Франція)
- «Остання казка Ріти», режисер Рената Литвинова (Росія)
- «Революція»(фр. Le grand soir), режисер Бенуа Делепін, Гюстав де Керверн (Франція)
- «Зламані»(англ. Broken), режисер Руфус Норріс (Велика Британія)

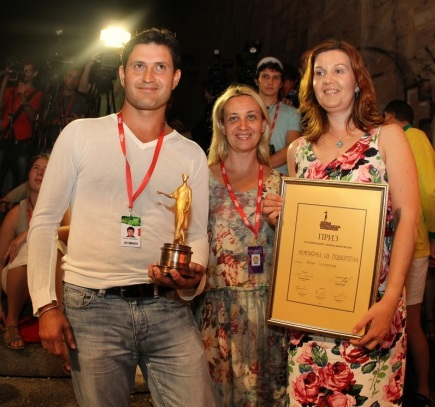
Ахтем Сейтаблаєв — переможець Українського національного конкурсу ОМКФ-2012

### Українська національна конкурсна програма
В Українську національну конкурсну програму, яка вперше з'явилася на фестивалі, увійшли 19 повнометражних і короткометражних фільмів українського виробництва:
- «Янгол смерті», режисер Володимир Тихий
- «Апартаменти», режисер Олександр Шапіро
- «Без ГМО», режисер Лариса Артюгіна
- «Борода», режисер Дмитро Сухолиткий-Собчук
- «Візіт», режисер Ліза Сміт
- «Час життя об'єкта в кадрі», режиссер Олександр Балагура
- «Гамбурґ», режисер Володимир Тихий
- «Гамер», режисер Олег Сенцов
- «День незалежності», режисер Антоніна Ноябрьова
- «Жовта квітка для мосьє Бурійона», режисер Ларіса Артюгіна
- «Красива жінка», режисер Олена Алімова
- «Звичайна справа», режисер Валентин Васянович
- «Пиріг», режисер Юрій Ковальов
- «Ревнощі», режисер Алан Бадоєв
- «Дивні люди», режисер Кріс Вудс/ англ. Chris Woods
- «Таємна свобода», режисер Сергій Лисенко
- «ТойХтоПройшовКрізьВогонь», режисер Михайло Іллєнко
- «Україна. Точка відліку», режисер Сергій Буковський
- «Чемпіони з підворіття», режисер Ахтем Сейтаблаєв

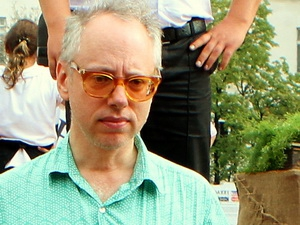
Тодд Солондз

## Позаконкурсна програма
Позаконкурсна частина складалася з програм «Гала-прем'єри» і «Фестиваль Фестивалів» — останніх хітів світових кінофестивалів, програми українського кіно початку 90-х «Загублений світ» і вже традиційних для Одеського кінофестивалю програм «Французька панорама» і «Нове російське кіно». Уперше на території пост-радянського простору Одеський кінофестиваль провів ретроспективу фільмів Тодда Солондза.

### Гала-прем'єри
Перші покази в Україні і країнах пост-радянського простору останніх світових хітів — невіддільна частина Одеського кінофестивалю. Цього року на фестивалі відбулися наступні гала-прем'єри:
- «Гавана, я люблю тебе» (7 DíAS EN LA HABANA), режисер Бенісіо дель Торо, Пабло Траперо, Елія Сулейман, Хуліо Медем, Гаспар Ное, Хуан Карлос Табіо, Лоран Канте (Франція, Іспанія)
- «Королівство повного місяця» (англ. MOONRISE KINGDOM), режисер Вес Андерсон (США)
- «Червоні вогні» (англ. RED LIGHTS), режисер Родріго Кортес (Іспанія, США)

«Парадіз. Кохання» (PARADIES: LIEBE), режисер Ульріх Зайдль (Австрія, Німеччина, Франція)
- «Римські пригоди» (англ. TO ROME WITH LOVE), режисер Вуді Аллен(США, Італія, Іспанія)
- «Темний коник» (англ. DARK HORSE), режисер Тодд Солондз (США)

### Фестиваль фестивалів
У програмі Одеського кінофестивалю відбулися всеукраїнські прем'єри фільмів-призерів міжнародних фестивалів::
- «Звіри дикого Півдня» (англ. Beasts of the Southern Wild), режисер Бен Зайтлін (США)
- «І куди ми тепер?» (ET MAINTENANT ON VA OÙ?) режисер Надін Лабакі (Франція, Ліван, Єгипет, Італія)
- «Кліп» (англ. KLIP), режисер Майя Мілош (Сербія)
- «Королівський роман» (EN KONGELIG AFFÆRE), режисер Ніколай Арсель (Данія, Чехія, Швеція)
- «Кохання», режисер Міхаель Ханеке (Франція, Німеччина, Австрія)
- «Робот і Френк» (ROBOT AND FRANK), режисер Джейк Шреєр (США)
- «Цезарь повинен померти», режисер Паоло і Вітторіо Тавіані (Італія)

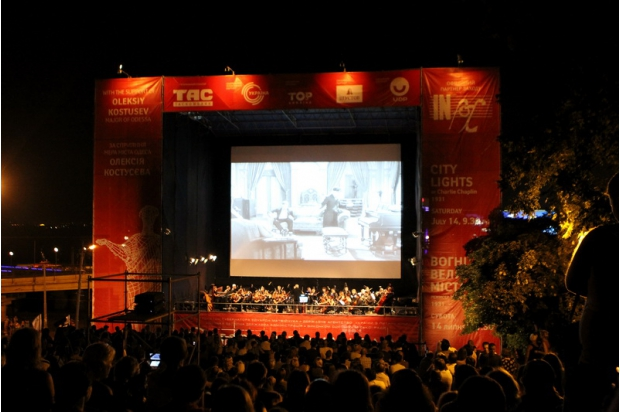
Показ «Вогні великого міста» на Потьомкінських сходах

## Спеціальні події

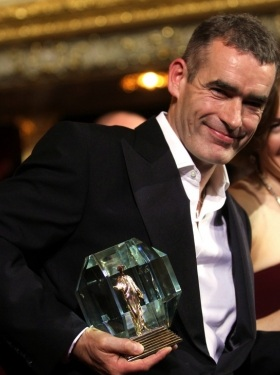
Режисер фільму «Зламані» Руфус Норріс с Гран-прі Одеського фестивалю

За традицією, що вже встановилася, однією з наймасштабніших подій фестивалю став кіноконцерт просто неба на Потьомкінських сходах. 14 липня на східцях знаменитих одеських сходів симфонічний оркестр Одеського національного театру опери і балету (диригент — Ігор Шаврук) супроводжував показ фільму Чарлі Чапліна «Вогні великого міста», яке глядачам представляла його дочка — актриса Джеральдін Чаплін разом з онуком великого актора — Чарлі Сістоварисом.
На іншому відкритому майданчику фестивалю, — Ланжероновском спуску, 20 липня відбувся ще один open-air: показ німого фільму 1930 року «Земля» Олександра Довженко в живому супроводі артвізитівки України, «етно-хаос-бенд», гурту «ДахаБраха», яка представила свій етнічний саундтрек, спеціально створений для цього класичного фільму Довженко.

## Переможці фестивалю
Церемонія нагородження переможців 3-го Одеського міжнародного кінофестивалю відбулася 21 липня 2012 в Одеському театрі опери і балету.
Міжнародна конкурсна програма :
- Гран-прі фестивалю — «Зламані» (англ. Broken), реж. Руфус Норріс (Велика Британія)

- Головний приз фестивалю за найкращий фільм — «В тумані», реж.Сергій Лозниця (Німеччина, Росія, Латвія, Нідерланди, Білорусь)

- Приз за найкращу режисуру — Бенуа Делепін і Гюстав де Керверн, «Революція»(фр. Le grand soir)(Франція)

- Найкраща акторська робота — акторський склад фільму «Ляльковий будинок»(англ. DOLLHOUSE), реж. Кірстен Шерідан (Ірландія)

- Спеціальна нагорода журі — «Звичайна справа», реж. Валентин Васянович (Україна), і «Усі в нашій сім'ї» (Toata lumea din familia noastra), реж. Раду Юде (Румунія, Нідерланди)

 Українська національна конкурсна програма :
- Приз «Золоті Дюк» за найкращий український фільм — «Чемпіони з підворіття», реж. Ахтем Сейтаблаев (Україна)
- Дипломи журі : «Гамер», реж. Олег Сенцов (Україна), «День незалежності», реж. Антоніна Ноябрева (Україна), «Красива жінка», реж. Алена Алимова (Україна).

 Результати роботи паралельних журі фестивалю :
- Приз «Дон Кихот» Міжнародній Федерації кіноклубів FICC — «Звичайна справа», реж. Валентин Васянович (Україна)

- Спеціальна нагорода журі Міжнародної Федерації кіноклубів FICC — «Парад» (Parada), режисер Серджан Драгоєвич (Словенія, Македонія, Хорватія, Сербія, Чорногорія)

- Диплом Міжнародної федерації кінопреси(FIPRESCI) — «Гамер» , реж. Олег Сенцов (Україна)

- Приз Журі пітчингу і грошовий приз у розмірі 25 000 грн. — «Носоріг», реж. Олег Сенцов (Україна).

## Галерея ОМКФ-2012

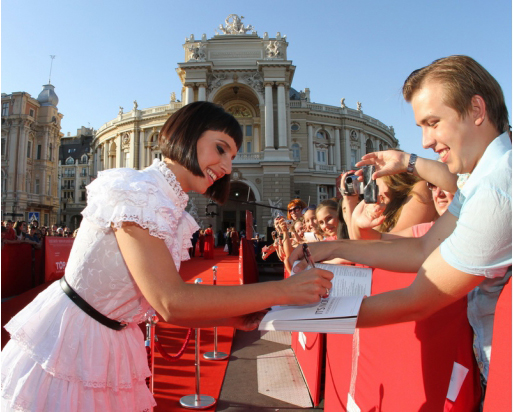
Джамала на червоній доріжці
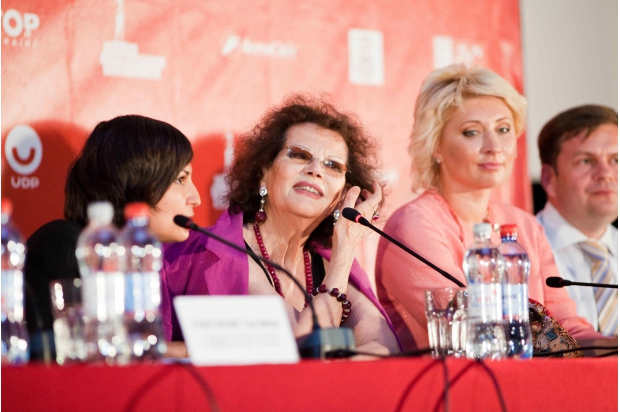
Клаудіа Кардінале
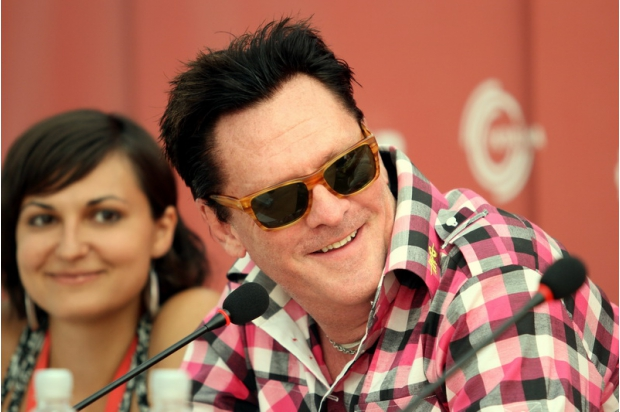
Майкл Медсен
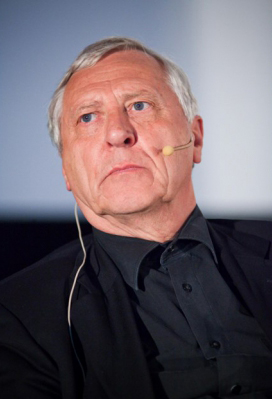
Пітер Гріневей
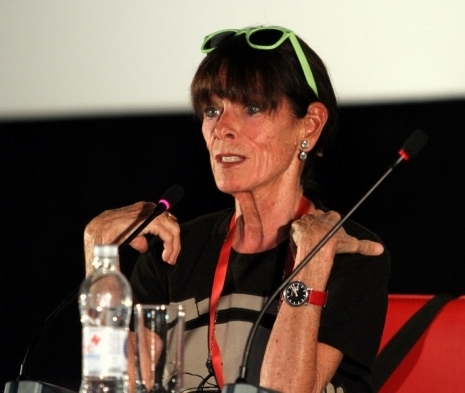
Джеральдін Чаплін
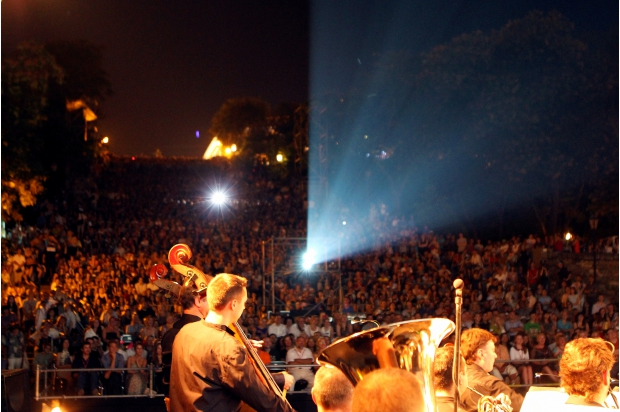
Показ "Вогні великого міста" на Потьомкінських сходах
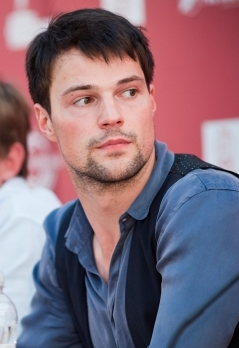
Данило Козловський
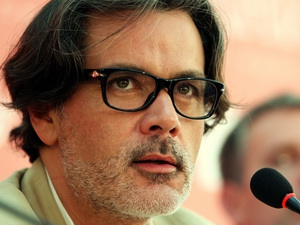
Кристоф Барратьє
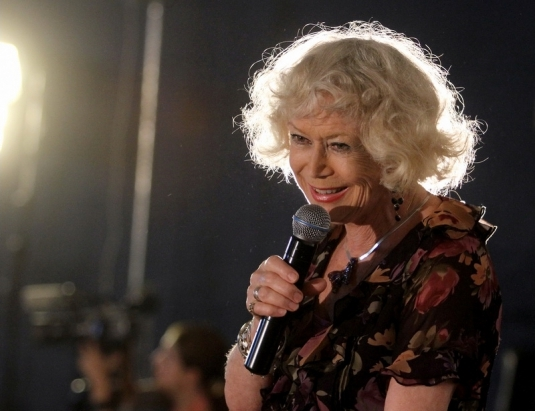
Світлана Немоляєва
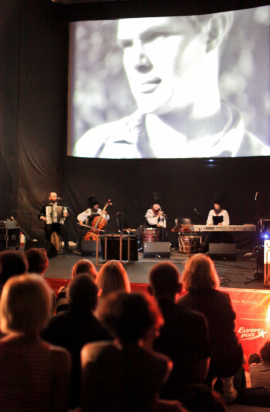
Концерт "ДахаБраха" на Ланжероновському спуску
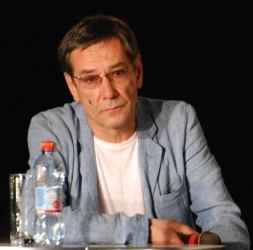
Олексій Горбунов
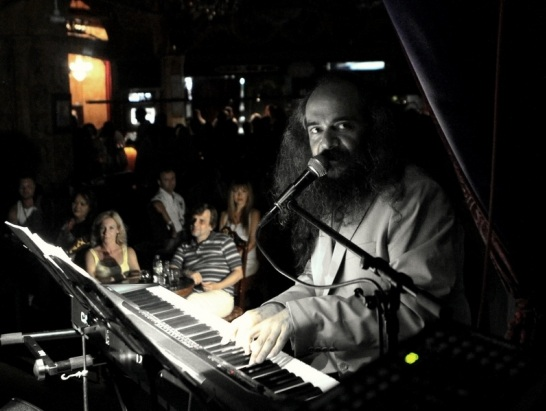
Псой Короленко на одній з вечірок ОМКФ